# Erkan Aki

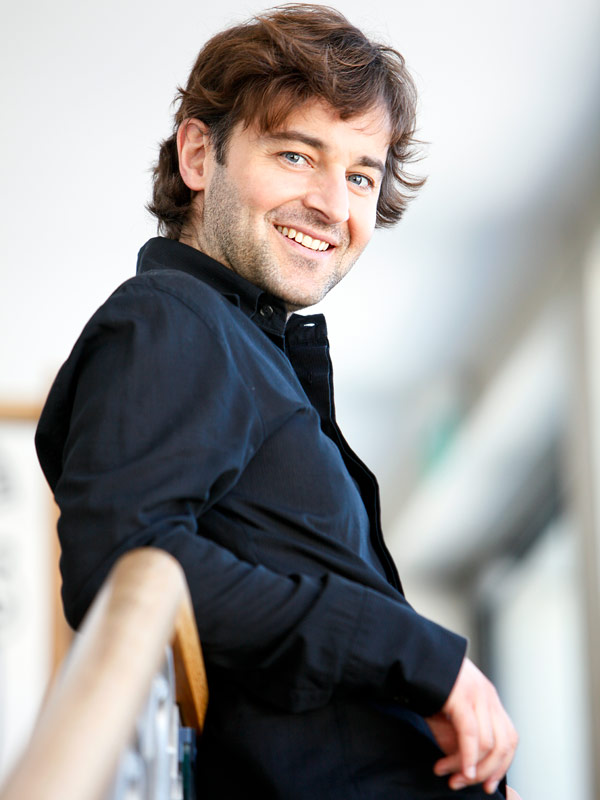
Erkan Aki (2011)

Erkan Aki (* 20. Juni 1969 in Sursee, Luzern) ist ein Schweizer Tenor, der zwischen Popmusik und Klassik singt. Der klassisch ausgebildete Musiker singt in sieben Sprachen.

## Leben
Erkan Aki kam als jüngster von drei Brüdern zur Welt. Seine Eltern, Mutter Remziye und Vater Ahmet, waren Ende der 1960er Jahre von der Türkei in den Kanton Luzern ausgewandert. Die Familie lebte bis zu seinem 11. Lebensjahr in Willisau. 1980 zog die Familie nach Neftenbach bei Winterthur, wo die Eltern ein Kaffeehaus eröffneten. Später zog Erkan Aki nach Zürich. In der darauffolgenden Zeit lernte er seine heutige Ehefrau Anna Steiner kennen. 2010 bekamen die beiden einen Sohn. Erkan Aki engagiert sich auch in sozialen Bereichen, unter anderem für die José-Carreras-Stiftung und die UNICEF.
Erkan Akis Weg zum Tenor begann mit 17 Jahren. Nach einer Aufführung von Johann Strauss „Die Fledermaus“ im Zürcher Opernhaus beschloss er, klassischen Gesang zu studieren. Während seines Gesangsstudiums bei Paul Späni spezialisierte er sich auf das Liedfach und absolvierte parallel zum Gesangsunterricht in den Jahren 1986 bis 1989 auch eine kaufmännische Ausbildung, die er mit Erfolg abschloss. Nach dem Tod seines Gesangslehrers im Jahr 1993 nahm Aki in Istanbul drei Jahre lang Musiktheorieunterricht. Seit seiner Rückkehr wird er von der Musikprofessorin Jane Thorner-Mengedoht an der Zürcher Musikhochschule betreut. Mit Atilla Şereftuğ machte Erkan Aki eine Studioaufnahme. Diese gelangte durch Zufall zu dem Konzertveranstalter und Künstlermanager David Lieberberg. Er verhalf dadurch Aki zu seinem ersten Plattenvertrag, und Aki nahm mit dem Produzenten Nigel Wright sein erstes Album Here's to the Heros auf. Das Album stieg hoch in den deutschen Charts. Erkan Aki trat Silvester 1999 am Brandenburger Tor auf und sang zum Jahrtausendwechsel Here's to the Heroes. Das Nachfolgealbum von Here's to the Heroes trägt den Titel Pop Classics. Sein nächstes Album Zeit der großen Gefühle nahm er in deutscher Sprache auf. Mit Xavier Naidoo und Patricia Kaas sang er für dieses Album mehrere Titel ein, wie den Klassiker von Karat Über sieben Brücken musst Du gehen. Der Song Unter der Haut von Patricia Kaas wurde in einer deutsch-französischen Version aufgenommen und war Titelsong des Fernsehdramas Sturmzeit. Auf seinem vierten Studioalbum Songs for Lovers wirkte Montserrat Marti mit, die Tochter von Montserrat Caballé. Mit dem fünften Album Music in my Heart interpretierte Erkan Aki Welthits wie The Power of Love oder Time to Say Goodbye. Zwei weitere Alben folgten: In Love for Europe, auf dem er in sieben Sprachen singt, sowie das Weihnachtsalbum Romantische Weihnachten. Bei einem Auftritt 2008 in der ausverkauften Xanten-Arena sang er mit Montserrat Caballé nicht nur Pop-Klassik-Hits, sondern auch Opern-Arien. Die Folge waren gemeinsame Konzert-Tourneen mit Sarah Brightman - 2009 durch Süd- und Mittelamerika und im Jahr 2010 durch Japan, China, Korea und Kanada. Zwischenzeitlich arbeitete er an einem Best-Of-Album, das 2009 mit dem Titel Nur die Hits auf dem Markt erschien.
2012 veröffentlichte er nach längerer Pause das Album True Love, unter Mitwirkung des Produzenten Jan-Eric Kohrs. Aktuell tritt Erkan Aki mit dem Programm Scenes – Best Of AKI in Deutschland auf.

## Auszeichnungen
- 2002: Deutsch-Türkischer Freundschaftspreis[9]

## Diskografie
(Quellen: )

### Studioalben
| Jahr | Titel                   | Höchstplatzierung, Gesamtwochen, AuszeichnungChartplatzierungen (Jahr, Titel, Platzierungen, Wochen, Auszeichnungen, Anmerkungen) | Höchstplatzierung, Gesamtwochen, AuszeichnungChartplatzierungen (Jahr, Titel, Platzierungen, Wochen, Auszeichnungen, Anmerkungen) | Höchstplatzierung, Gesamtwochen, AuszeichnungChartplatzierungen (Jahr, Titel, Platzierungen, Wochen, Auszeichnungen, Anmerkungen) | Anmerkungen                          |
| Jahr | Titel                   | DE | AT | CH | Anmerkungen                          |
| ---- | ----------------------- | --- | --- | --- | ------------------------------------ |
| 1999 | Here’s to the Heroes    | DE38 (9 Wo.)DE | AT33 (3 Wo.)AT | CH54 (5 Wo.)CH | Erstveröffentlichung: November 1999  |
| 2001 | Pop Classics            | DE62 (2 Wo.)DE | AT39 (6 Wo.)AT | CH45 (8 Wo.)CH | Erstveröffentlichung: April 2001     |
| 2001 | Zeit der großen Gefühle | DE67 (5 Wo.)DE | AT67 (2 Wo.)AT | CH59 (5 Wo.)CH | Erstveröffentlichung: September 2001 |

Weitere Veröffentlichungen
- 2002: Songs for Lovers
- 2005: Music in My Heart
- 2008: Romantische Weihnachten
- 2008: In Love for Europe
- 2009: Nur die Hits
- 2012: True Love

### Singles (Charterfolge)
| Jahr | Titel Album                                              | Höchstplatzierung, Gesamtwochen, AuszeichnungChartplatzierungen (Jahr, Titel, Album, Platzierungen, Wochen, Auszeichnungen, Anmerkungen) | Höchstplatzierung, Gesamtwochen, AuszeichnungChartplatzierungen (Jahr, Titel, Album, Platzierungen, Wochen, Auszeichnungen, Anmerkungen) | Höchstplatzierung, Gesamtwochen, AuszeichnungChartplatzierungen (Jahr, Titel, Album, Platzierungen, Wochen, Auszeichnungen, Anmerkungen) | Anmerkungen                                                          |
| Jahr | Titel Album                                              | DE | AT | CH | Anmerkungen                                                          |
| ---- | -------------------------------------------------------- | --- | --- | --- | -------------------------------------------------------------------- |
| 1999 | Unter der Haut –                                         | DE61 (5 Wo.)DE | — | — | Erstveröffentlichung: Dezember 1999 mit Patricia Kaas                |
| 2000 | Here’s to the Heroes                                     | DE99 (1 Wo.)DE | — | — | Erstveröffentlichung: Januar 2000                                    |
| 2001 | Über sieben Brücken mußt du gehn Zeit der großen Gefühle | DE40 (8 Wo.)DE | AT51 (6 Wo.)AT | CH58 (3 Wo.)CH | Erstveröffentlichung: August 2001 mit Xavier Naidoo; Original: Karat |